# Hibbertia scabrifolia
Hibbertia scabrifolia är en tvåhjärtbladig växtart som beskrevs av Toelken. Hibbertia scabrifolia ingår i släktet Hibbertia och familjen Dilleniaceae. Inga underarter finns listade i Catalogue of Life.